# Lavernose-Lacasse
Lavernose-Lacasse (okzitanisch: La Vernosa e La Caça) ist eine französische Gemeinde mit 3.665 Einwohnern (Stand: 1. Januar 2022) im Département Haute-Garonne und der Region Okzitanien. Die Gemeinde gehört zum Arrondissement Muret und zum Kanton Muret. Die Bewohner werden Lavernosiens genannt.

## Geographie
Lavernose-Lacasse liegt an den Flüssen Ousseau und Louge, zwölf Kilometer südlich von Muret entfernt und ist Teil der Aire urbaine de Toulouse (erweitertes Stadtgebiet). Umgeben wird Lavernose-Lacasse von den Nachbargemeinden Saint-Hilaire im Norden, Le Fauga im Osten und Nordosten, Noé im Osten und Südosten, Longages im Süden, Bérat im Südwesten sowie Lherm im Westen und Nordwesten.

## Bevölkerungsentwicklung
| 1962                      | 1968 | 1975 | 1982 | 1990 | 1999 | 2006 | 2017 |
| ------------------------- | ---- | ---- | ---- | ---- | ---- | ---- | ---- |
| 563                       | 1041 | 1126 | 1289 | 1517 | 1943 | 2462 | 3050 |
| Quelle: Cassini und INSEE |      |      |      |      |      |      |      |

## Partnergemeinden
Lavernose-Lacasse unterhält seit 2014 eine Partnerschaft mit der spanischen Gemeinde San Bartolomé de las Abiertas in der Provinz Toledo (Kastilien-La Mancha).

## Sehenswürdigkeiten
- Kirche Saint-Pierre-Saint-Paul aus dem 12. Jahrhundert (geweiht 1136)
- Kapelle Notre-Dame-de-la-Compassion, im 17. Jahrhundert ursprünglich erbaut, 1817 wiedererrichtet
- früheres Schloss Lavernose, heutiges Rathaus, 1594 urkundlich erwähnt, Umbauten aus dem 19. Jahrhundert

Siehe auch: Liste der Monuments historiques in Lavernose-Lacasse

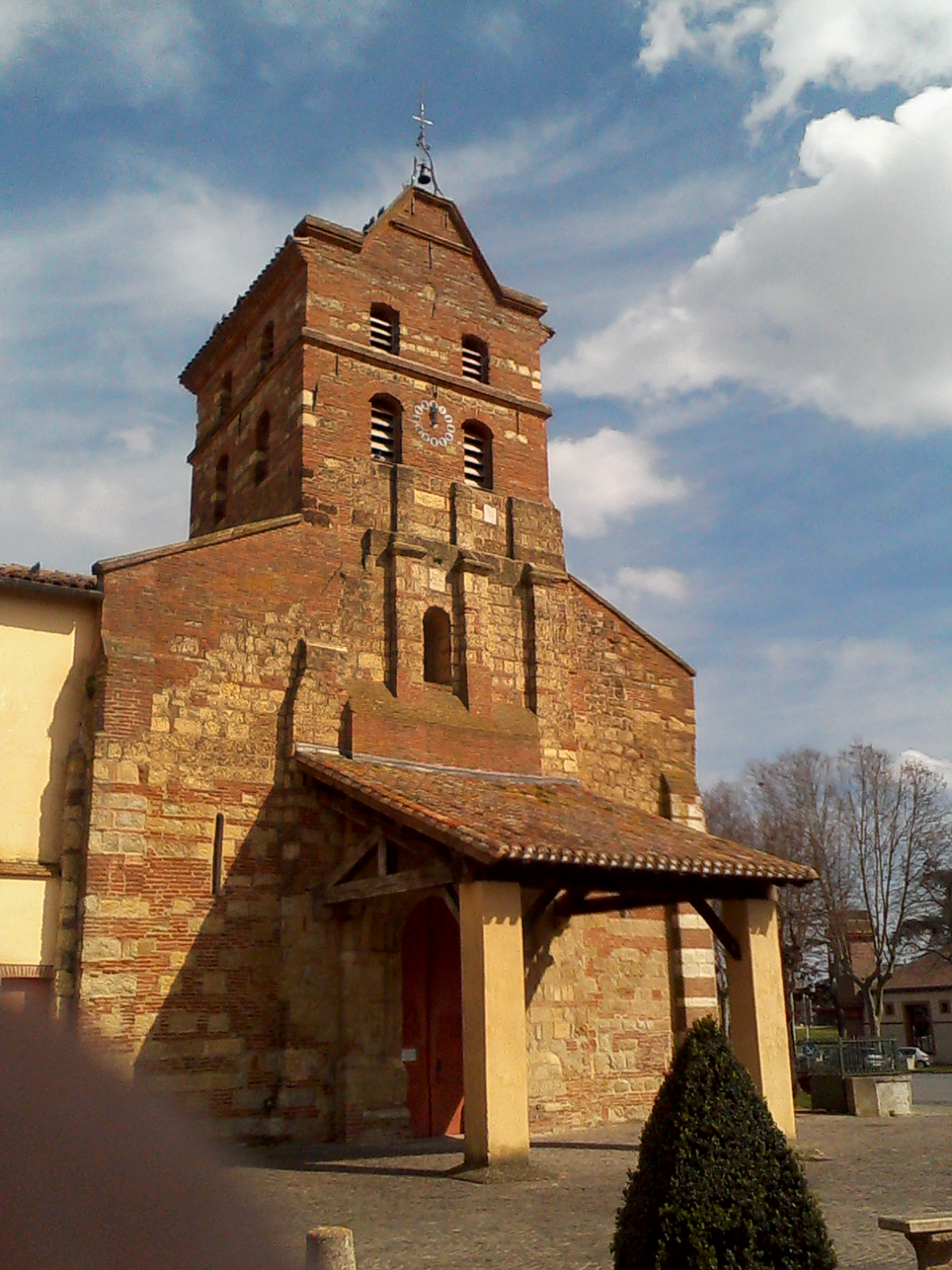
Kirche Saint-Pierre-Saint-Paul
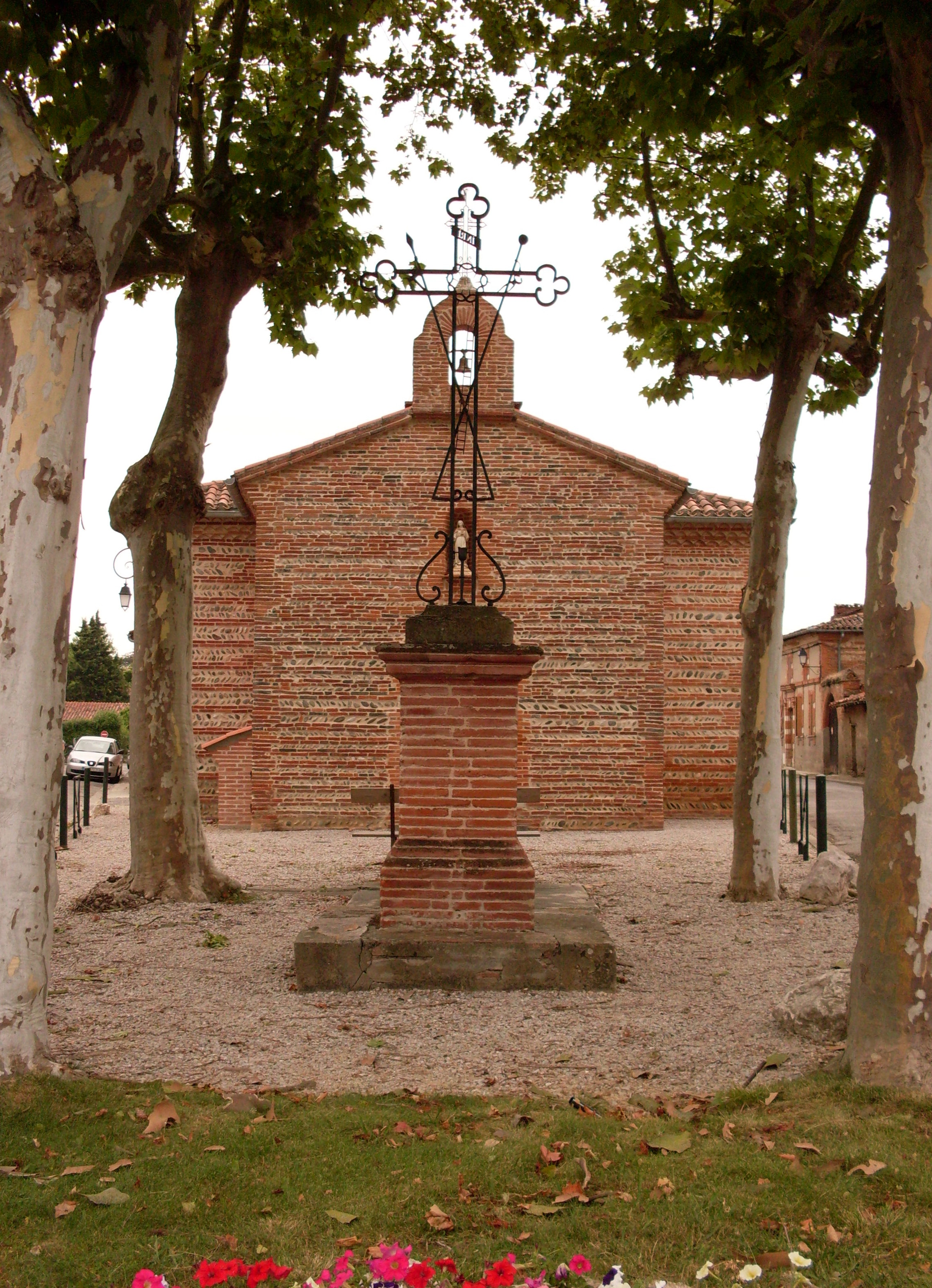
Kapelle Notre-Dame-de-la-Compassion

## Persönlichkeiten
- Jean-Baptiste Doumeng (1919–1987), Unternehmer und Kommunist